# Fotsnara
Fotsnara för räv är en relativt modern jaktmetod som ersätter de gamla rävsaxarna, och den har många fördelar jämfört med rävsax. 
Den första fotsnaran som patenterades i Sverige var Jans-catcher, den kom att testas i närmare 17 år innan den blev helt godkänd av regeringen och naturvårdsverket. 
Fotsnaran är mer eller mindre ett plaströr med en fjäder som är förankrad i rörets ände och i andra änden sitter en plastad vajer som formats till en ögla. Man spänner snaran genom att dra i vajern och sedan låsa den med en liten spärr som sitter på själva trampplattan. När något trycker på trampplattan försvinner fästet för fjädern och den drar in vajern som drar åt om det/den som utlöste snaran.
Detta är den nuvarande mest humana fällfångstmetoden på räv. När räven fastnat i snaran kan den utan större svårigheter färdas vidare och lämnar efter sig ett kraftigt spår som orsakas av ett släpankare i änden på fotsnaran. När räven eventuellt har fastnat beror det på att släpankaret trasslat in sig i till exempel undervegetationen, och då uppträder räven oftast mycket lugnt och känner sig trygg.
Räven avlivas sedan med bössa av lämplig kaliber.
En del människor kanske tror att räven biter av sig benen som den i vissa fall gjorde när rävsax användes, men det har hittills inte hänt under de år som snaran varit tillåten i Sverige. Mest troligt på grund av att snarans vajer är klädd i plast och inte är lika kall och stum som en rävsax. Även om snaran är utlöst är vajern fortfarande fjädrande.
För att få jaga räv med fotsnara i Sverige krävs att man genomgått särskild utbildning, det är även bara i de fyra nordligaste länen som jaktmetoden får utövas då det enligt lag måste vara ett visst snödjup för att släpankaret ska lämna ett tydligt spår.